# Fortaleza de Pardos
La fortaleza de Pardos era una fortaleza ubicada en el despoblado de Pardos, en el actual término del municipio español de Abanto, en la provincia de Zaragoza.

## Historia
Originariamente fue un castro celtíbero, probablemente belo, situado en plena Sierra de Pardos y que permite tener contacto visual con el cercano castillo de Cubel, controlando de este modo el tránsito por la sierra entre el valle del Jiloca y la cuenca del Piedra. Posteriormente fue reutilizado por los musulmanes como albacara a su llegada a la península con dos torres.

## Descripción
Se trata de una fortificación compleja, construida sobre dos montículos con sendas torres, rodeadas por una muralla y un foso de origen celtíbero, como atestiguan los numerosos restos de cerámica encontrados en los alrededores. Tiene dos torres, una de las torres es de origen islámico y está construida en tapial, mientras que la otra parece ser de origen celtíbero y está construida en mampostería.
De la muralla que rodea la fortaleza, se conserva un tramo de unos 20 metros de longitud, con sillares de piedra caliza de más de dos mil kilos de peso y una anchura media de 2 metros. El foso a su vez tiene una anchura media de 9 metros, sin poder determinar la profundidad por el relleno producido por la erosión de los laterales.